# Syringodes bonarellii
Syringodes bonarellii är en insektsart som beskrevs av Giglio-Tos 1910. Syringodes bonarellii ingår i släktet Syringodes och familjen Diapheromeridae. Inga underarter finns listade i Catalogue of Life.